# 1883 a vasúti közlekedésben
Ez a szócikk a 1883-ban történt vasúti eseményeket mutatja be.

## Események a világban
- június 5. – Párizsból elindul első útjára az Orient expressz.

## Események Magyarországon
- Március 30. - Baross Gábort kinevezik a Közmunka- és Közlekedésügyi Minisztérium államtitkárává.[1]